# Paul Dopff
Paul Dopff, né le 14 septembre 1948 à Colmar est un auteur-réalisateur, producteur, et distributeur de films d'animation français.

## Biographie
Paul Dopff est né à Colmar (Haut-Rhin) en 1948, l'année où Louis Lumière s'est éteint. Fils de Jean Dopff (1918-2020) œnologue à Riquewihr, et petit fils de Paul Frédéric Dopff (1885-1965) qui fut architecte en chef de la ville de Strasbourg de 1920 à 1940 puis Directeur général des Travaux municipaux après 1945.
Paul fit ses études secondaires en Alsace au Lycée Bartholdi de Colmar et partiellement au Collège Cévenol International du Chambon-sur-Lignon (Haute-Loire).
De 1966 à 1969, il poursuivit 3 ans d' études artistiques à l'École Nationale des Beaux-arts de Nancy puis des études cinématographiques à Paris au C.I.C.F. (Conservatoire Indépendant du Cinéma Français). 
Passionné de géologie à l'époque, il photographia et filma de 1966 à 1969 dans plusieurs virées volcanologiques (Etna, Stromboli, Vulcano, ainsi que Volcans d'Auvergne en 1963) avec son cousin Maurice Krafft (1946-1991) célèbre scientifique et cinéaste victime d'une nuée ardente au Mt Unzen (Japon)
1970 et 71, assistant réalisateur et accessoiriste sur "Le Défilé" de Philippe de Poix(avec Jacques Hilling) et plusieurs autres courts métrages
Paul Dopff fonde en 1971 Pink Splash Productions s.a. société de production et ensuite de distribution cinématographique(1971-81) puis Dopffilm sarl (1991-2011).
Auteur de 20 courts métrages, et de longs métrages de fiction et documentaires, Paul Dopff a aussi produit et distribué en tandem avec Gabriel Cotto des court-métrages d'animation français de Gilles M.Baur, Bernard Palacios, Francis Masse, et Yves Brangolo qui furent exploités en salles en complément de longs métrages et vus sur les 3 grandes chaînes françaises de télévision, dans les TV francophones ainsi que d'autres chaînes européennes. Tous les dessins animés ont été tournés en pellicule 35mm sur le banc-titre créé par Dominique Benicheti (Rytma'film)
Dopff et Cotto ont conçu et distribué aussi d'autres programmes longs pour le cinéma, constitués de courts métrages d'animation :
Pink Splash, Ca bouge dans le dessin animé ! (1976), Le Nouveau cartoon à Hollywood et sur la côte ouest des USA (1978), Mondocartoon (1980 présentant des courts métrages animés indépendants d'une dizaine de pays, primés dans les festivals internationaux) 
Ces projets l'ont amené à de nombreux voyages et contacts en Californie ainsi qu'en Bulgarie pour mettre ces 2 programmes sur pied.
Paul Dopff seul avec Dopffilm a conçu et distribué ensuite au cinéma, les programmes Voyage dans ma Tête (1992), Pirouette Chansonnette (1995 avec Folimage), et Du tableau noir à l'écran blanc (1997) ainsi que le long métrage de fiction Le Roman d'un truqueur (sorti en 1992, musique originale de Jérôme Baur), et a créé des effets spéciaux en "pixilation" pour le cinéma, la télévision et l'institutionnel.
Parallèlement à ses activités de réalisateur-producteur, Paul Dopff a été très actif dans la diffusion des films, tant dans les lieux culturels partout en France qu'en Californie(USA) par CFS (Creative Film Society) que dans les spectacles musicaux (Films de Pink Splash à l'Olympia à Paris en première partie du chanteur Bernard Lavilliers en 1978) ou dans ceux organisés par le chanteur et éditeur Pierre Barouh (Théâtre Mouffetard 1973 et 1974, Carré Sylvia Monfort-Paris, Festival de Spa, Théâtre Toursky à Marseille, Lyon, La Rochelle etc.) avec les musiciens et les chanteurs de sa maison d'édition Saravah dans les années 1970. Cette collaboration se poursuivit dans les films de Pink Splash Production avec les créations de musiques de films par les artistes de Saravah (Groupe Mahjun, Chic Streetman, J. Pierre Auffredo, Jack Treese).
Il y eut aussi d'autres musiques originales de films créées par Cyril Lefèbvre("La Version originelle"), Gabriel Cotto("La Chute"),Jean-Yves Lacombe et TSF("Triple zéro agent double") et, ainsi que par Jérôme Baur("Le Roman d'un truqueur", long métrage de fiction).
Après plusieurs années de collaboration avec l'Atelier des enfants du CNAC - Centre G. Pompidou à Paris de 1977 à 1983, Paul Dopff dirigea des ateliers scolaires en cinéma d'animation dans de nombreuses villes françaises à partir de 1992 puis dirigea et monta jusqu'en 2010, plus de cent films avec des élèves de dix à seize ans principalement dans la Sarthe, la Région Centre, Paris et la banlieue parisienne, le Territoire de Belfort, le Sud-ouest, et les Hautes-Pyrénées.

## Filmographie
Longs métrages de fiction et longs métrages documentaires
- 1991 : Le Roman d'un truqueur (fiction de 90 minutes, écrit, réalisé et monté par Paul Dopff avec: Gérard Martin, Marie-Christine Orry, Bernard Maitre, André Dozot, Daniel Kenigsberg, Salvatore Ingoglia, Guénolé Azerthiope, Véronique Guichard, Paul Dopff, et Pierre Auger)  "Le Roman d'un truqueur, conçu, produit, et réalisé par Paul Dopff, est un safari satirique à multiples rebondissements hellzapoppinesques, où l'auteur, épaulé par une dizaine de personnages, en quête d'un prince distributeur charmant, se débat entre rêve et réalité.  Ce premier long métrage demeure encore le seul, après d'autres projets inaboutis d'un comique-voyageur à tout vent qui se souvient sans trop de mélancolie, à l'ère de l'ordinateur et du tout numérique, des dompteurs d'images d'antan." (Michel Roudevitch , Bref n°108 )
- 2005 : AZER, p'tit coup d'oeil en arrière - (DVD de montage sur Guénolé Azerthiope acteur, auteur, et sculpteur, réalisation et montage)
- 2010 : Les 70 ans du Collège Cévenol International - (reportage et création de 82 minutes au Chambon-sur-Lignon en Hte-Loire, réalisation et montage)
- 2012 : Les Belles histoires de cinéma de l'Oncle Paul - (film autobiofilmographique de 84 minutes, écrit, réalisé et monté par Paul Dopff, dans le double DVD de 340 minutes "Paul Dopff le dompteur d'images" )
- 1979 : L'Avenir dans le dos (scénario long métrage de fiction non réalisé sauf séquence de 10 minutes en 35mm)

Courts métrages cinéma - pixillation - fiction
- 1977 : Le Phénomène (avec Guénolé Azerthiope)
- 1978 : La Traversée (co-réalis.G.Cotto)
- 1979 : Supermouche (avec G.Azerthiope)
- 1983 : Compte courant
- 1983 : Pedibus
- 1984 : Paysage de Rêve (avec Paul Dopff)
- 1985 : Triple Zéro, Agent double (avec Bernard Maitre et Gérard Martin)
- 1987 : Le Savoir faire du Professeur Azer (Elégance, Joyeux Anniversaire, Cocktail minute, avec G.Azerthiope)
- 2012 : L’Album-Souvenir des tournages

Moyens métrages d'animation
- 1997 : Du Tableau noir à l’Écran blanc(52 minutes-format 35mm))

Courts métrages en dessin animé (format 35mm)
- 1969 : Le Coo, et Le Cri
- 1970 : Sourire
- 1970 : La Planète en mal d'espace(scénario non tourné)
- 1971 : La Chute
- 1972 : La Version Originelle
- 1975 : La Rosette arrosée
- 1981 : Voyage dans ma tête
- 1989 : La Planète des Salades
- 1998 : Farfounet le cochonnet(scénario d'un film non réalisé)

## Effets spéciaux en animation
Cinéma: 1979:Gros Calin de J.Pierre Rawson, 1980:Et Pourtant elle tourne ! de Fr.Raoul Duval, 1986:Le Bonheur a encore frappé, de J.Luc Trotignon(Effets sonores) 1987:Démons,Zeimert veille! de Robert Millié, 1989:Maman, j'ai rien aux dents! de P.H.Salfati, 2004:Port du casque obligatoire(James Vidal)
Paul Dopff a été également opérateur banc-titre et co-animateur sur une vingtaine de courts métrages de cinéma, et a créé une trentaine de génériques courts et longs.
Institutionnels et pub : Boursin, Speakwell, (de P.Dopff) Ciné-reflêt, Les Combattants du Siam(de P.O. Levy), Les Conditions de travail on en parle(de Patrick Volson)  Le Bac mention très bien SAPRR (de Jean Serres), Clip du Ministère de l'Agriculture et de la Forêt(de P.Dopff), Charlotte Perriand (de Jacques Barsac),  La Sécurité dans les centrales nucléaires(Films R.Leenhardt), L'architecte Ciriani et La Cuisine de l'Hôpital StAntoine à Paris(de P. Dopff), etc.
Télévision(Effets):1982-83:TF1:Coco-Boy(générique et Effx sur huit rubriques de G.Cotto) Branché musique(générique),  Mélodies-bidon(Le Grand Ring Dingue de G.Cotto) Pare-chocs(1983 FR3 - G.Cotto), et 1974 dessin animé:Générique animé de Traits de mémoire, série TV sur l'histoire de la B.D., de Claude Miller.

## Récompenses
- 1970 : Le Coo: Prix du CNC(Centre national de la Cinématographie), sélection à la Quinzaine des réalisateurs à Cannes, à la Biennale d'Art Moderne de Paris. aux festivals d'Hyères 70 et du Film Insolite de Nantes.
- 1971 : La Chute: Prix à la Qualité du CNC et sélection à la Quinzaine des Réalisateurs Cannes. Compétition festivals du film de New-York, Melbourne, Cracovie, Sigma/Bordeaux, Grenoble, Zagreb, et Bilbao.
- 1974 : La Version Originelle: Prix H.E.C.(France), Prix à Kenyon Film Festival(États-Unis), Prix à la Qualité du CNC, sélectionné à la Quinzaine des Réalisateurs à Cannes, à Sydney(Australie) et à Vienne(Autriche)
- 1976 : Compétition officielle de La Rosette arrosée au Festival du film de Cannes 76 et Prix à la Qualité du CNC(Centre National du Cinéma)
- 1977 : Nomination de La Rosette arrosée aux César du Court métrage d'animation.
- 1978 : Prix du Jury pour le court métrage Le Phénomène au Festival International des films du Monde de Montréal 1978 et Prix du CNC à Paris.
- 1978 : Grand Prix pour La Traversée (co-réalisat.G. Cotto) au Festival International du Film pour la Jeunesse de Strasbourg 78.
- 1979 : Nomination du film Le Phénomène aux César du Court métrage d'animation.
- 1986 : Paysage de Rêve: Prix du Public au Festival du court métrage en Plein air de Grenoble.
- 1987 : Prix spécial du Jury pour Elégance (Professeur Azer) au Festival national du Cinéma d'animation de Marly-le-Roy.

## Divers
Membre du Jury du Festival International du film d'animation d'Ottawa (Canada) 1978
Membre du Jury du Festival International du film d'animation de Varna (Bulgarie) 1980
Membre du Jury du Festival International du film d'animation pour la Jeunesse de Bourg-en Bresse(France) 1985
Membre du Jury Jeunesse du Festival National du film d'animation de Marly-le-Roy(France) 1990
Membre du Jury du Festival National du film d'animation du Mans (Sarthe) 2010
Membre du Jury du Festival International de courts métrages d'animation par internet Animazing (Tee Bosustow - California-USA) 2010 à 2014
Coéditeur avec Dolfin Ed.du livre Histoire d'un citoyen presque ordinaire(auteur : Jean Dopff)  (ISBN 2-91084-902-3) Dépôt légal 1er trim.2001)